# Delaware City (Delaware)
Delaware City je grad u američkoj saveznoj državi Delaware. Prema popisu stanovništva iz 2010. u njemu je živjelo 1.695 stanovnika.